# Уамбиса (язык)
Уамбиса (Huambisa, Huambiza, Wambisa) — индейский язык (по другой классификации, диалект), относящийся к хиварской семье языков, на котором говорит народ уамбиса, проживающий в джунглях горных Анд вдоль рек Морона и Сантьяго на севере Перу. Этот язык имеет официальный статус в регионе, в котором на нём говорят.